# 간베촌 (미에현 나가군)
간베촌(神戸村)은 일본 미에현 나가군에 설치되었던 촌이다. 현재의 이가시의 남부에 해당한다.